# Skalbmierz
Skalbmierz est une ville de Pologne, située dans le sud du pays, dans la voïvodie de Sainte-Croix. Elle est le siège de la gmina de Skalbmierz, dans le powiat de Kazimierza.